# Ludwig von Cobenzl

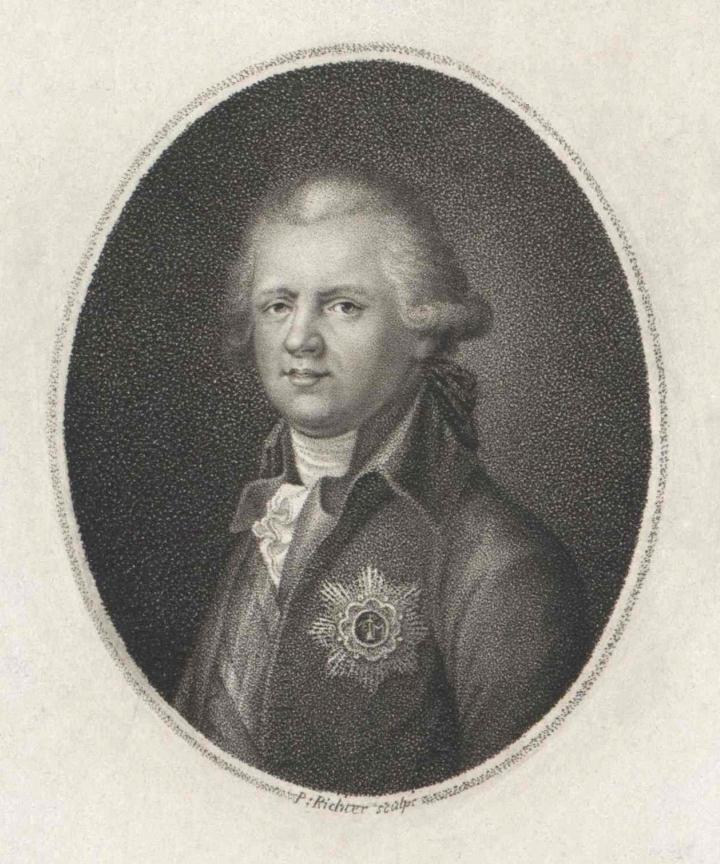
Ludwig von Cobenzl.

Johann Ludwig Joseph von Cobenzl, född den 21 november 1753 i Bryssel, död den 22 februari 1809 i Wien, var en österrikisk greve, diplomat och statsman. Han var son till Johann Karl Philipp von Cobenzl och kusin till Philipp von Cobenzl.
Cobenzl var 1774 österrikiskt sändebud i Köpenhamn och 1775–1778 i Berlin samt 1779–1797 ambassadör i Sankt Petersburg, där han genom sina sällskapstalanger vann kejsarinnan Katarina II:s synnerliga ynnest och med framgång förstod att motarbeta Preussens försök att rubba det vänskapliga förhållandet mellan Österrike och Ryssland. 
År 1797 var Cobenzl Österrikes befullmäktigade ombud vid slutandet freden i Campo Formio, där han lyckades utverka flera lindringar i de i Leoben framställda franska kraven. Han deltog samma år i kongressen i Rastatt, slöt 1801 freden i Lunéville och ledde därefter till 1805 som vicekansler Österrikes utrikespolitik.